# Милева Филиповић
Милева Филиповић (Спуж, 4. септембра 1938 — Подгорица, 11. јул 2020) била је црногорска социолошкиња и универзитетска професорка. Предавала је на Правном факултету Универзитета Црне Горе.

## Биографија
Рођена је 4. септебра 1938. у Спужу. Дипломирала је 1973. на Универзитету у Београду, а магистрирала 1976. Године 1983. добила је докторско звање Више нормалне школе, где јој је ментор био Луј Алтисер. Од 1974. радила је на Универзитету Црне Горе (тада Универзитет у Титограду), све до 2004. када је отишла у пензију. Има три сина: Владимира, Небојшу и Слободана. Преминула је 11. јула 2020. у Подгорици, а сахрањена је у Добрској Жупи.